# Monumento a Jurij Gagarin
Il monumento a Jurij Gagarin è composto da un piedistallo e da una statua di Jurij Gagarin, il primo uomo a viaggiare nello spazio. Si trova a Mosca, in piazza Gagarin, alla fermata Leninskij Prospekt. Il piedistallo è progettato per ricordare i gas di scarico di un razzo. La statua è realizzata in titanio, un metallo spesso usato per i velivoli spaziali, e pesa 12 tonnellate. Il monumento è alto 42,5 metri.

## Descrizione
Il monumento a Jurij Gagarin fu costruito per le Olimpiadi del 1980. Si trova in Piazza Gagarin sulla Leninskij Prospekt. I creatori del monumento sono lo scultore Pavel Bondarenko, gli architetti Yakov Belopolskj, F.M. Gazhevskj e il progettista A.F. Sudakov. Il monumento è realizzato in titanio ed è montato su un piedistallo. L'altezza totale del monumento è 42,5 metri, il peso totale è di 12 tonnellate. Ai piedi del monumento si trova una copia del veicolo di discesa della navicella Vostok, su cui Jurij Gagarin effettuò il primo volo con equipaggio nello spazio il 12 aprile 1961.
I creatori della statua si sono rivolti agli specialisti dell'All-Russian Institute Of Aviation Materials (VIAM), che hanno raccomandato di utilizzare la lega di fusione in titanio VT5L, la quale ha una superficie lucida.
Il monumento è stato realizzato in meno di un anno presso la Fonderia e la fabbrica meccanica di Balashikha. La scultura in titanio di Jurij Gagarin è stata assemblata da 238 segmenti, che sono stati collegati con bulloni e saldature. I maggiori problemi sorsero con la fabbricazione del segmento più grande: il volto dell'astronauta. Il suo peso era di 300 chilogrammi, che era troppo pesante per la fusione in un forno a vuoto. Il Monumento a Jurij Gagarin è il primo monumento al mondo su larga scala in titanio.

La figura di Gagarin è rivolta verso l'alto. Il piedistallo è una parte importante della composizione e simboleggia il lancio del razzo spaziale. L'iscrizione alla base del monumento recita (in russo):

## Moneta commemorativa

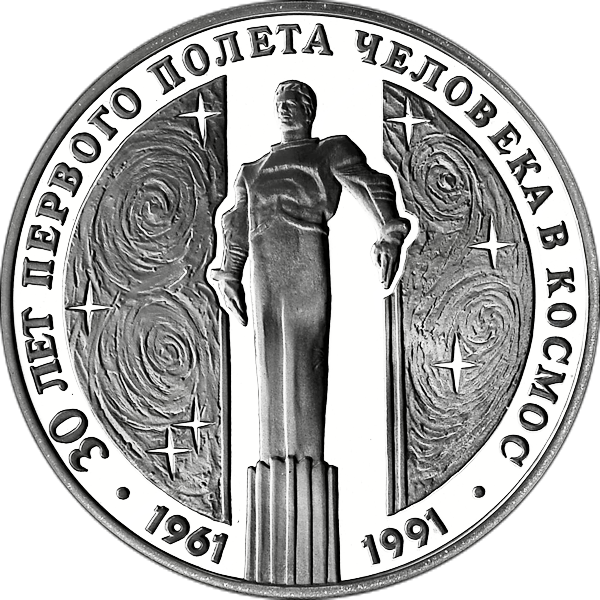
Il retro di una moneta da 3 rubli dell'URSS del 1991

Il monumento a Jurij Gagarin è raffigurato sul retro di una moneta da 3 rubli non circolante. Questa moneta è stata coniata nel 1991 per onorare il trentesimo anniversario del primo volo spaziale della storia dell'uomo. Un'immagine del monumento è raffigurata sul retro della moneta, insieme alle parole (in russo) "30 anni dal primo volo spaziale dell'uomo".